# A mesemondó
A mesemondó vagy A mesemondó – Hans Christian Andersen modern klasszikusai vagy Andersen, a mesemondó vagy Andersen meséi (eredeti cím: The Fairytaler) 2004-től 2005-ig futott dán–angol–ír–német–román televíziós rajzfilmsorozat, amely Hans Christian Andersen meséit mutatja be. A rajzfilmsorozatot Jorgen Lerdam rendezte, a zenéjét Gregory Magee szerezte, a producere Egmont Imagination volt. Magyarországon az M1, a Minimax, a TV2, a Super TV2, a Story4, az M2, a Duna TV és a Kiwi TV adta.

## Ismertető
A televíziós sorozat a híres Andersen mesemondó által írt meséket mutatja be. Andersen műveit szerte a világban 143 nyelvre fordították le. A történet abba a mesevilágba repít vissza, amelyet a sorozat megjelenési évéhez, Andersen 200 éve írt. Ezekben a mesékben, a történet főszereplői, a tündérek, a királylányok, a hercegek, a törpék és az erdei nimfák.

## Szereplők
| Szereplő                | Eredeti hang   | Magyar hang   |
| ----------------------- | -------------- | ------------- |
| Hans Christian Andersen | Henrik Koefoed | Balázsi Gyula |

- További szereplők: Adamik Viktória, Árkosi Kati, Beratin Gábor (Miniszter, Érsek, Tanácsos), Besenczi Árpád, Bolla Róbert (Herceg), Csuha Lajos, F. Nagy Erika (Kiskacsa), Faragó András (Szultán, Dobos), Farkas Zita (Hercegnő), Fésűs Bea (Halász unokája, Királykisasszony, Kiskacsa), Forgács Gábor (Professzor), Galkó Balázs (Öreg szabó), Garamszegi Gábor, Gubányi György, Gyevát Ottó, Grúber Zita, Illyés Mari (Boszorkány), Jelinek Márk, Joó Gábor, Juhász Zoltán, Kapácsy Miklós (Furfangos takács, Bolha, Ganajtúró bogár), Kerekes Andrea (Hercegnő, Gerda), Keviczky Szilvia, Koffler Gizi (Királynő, Dobos felesége), Lázár Sándor, Lippai László (Pezsgősüveg), Lux Ádám (Herceg, Katona, Legnagyobb testvér, Kiskondás, Peter), Martin Adél, Megyeri János, Molnár Ilona (Kis hableány, Szofi, Rút kiskacsa, Elisa, Tündér, Szerencsetündér), Molnár Miklós, Náray Erika (Kacsamama), Némedi Mari (Banya, Királyné), Oberfrank Pál, Oláh Orsolya, Sági Tímea (Kiskacsa), Seder Gábor (Furfangos takács), Seszták Szabolcs, Szabados Zsuzsa, Szokol Péter (Sven, Fenyőfa), Szórádi Erika, Vándor Éva (Hókirálynő), Várkonyi András (Császár, Király, Johann), Végh Ferenc, Uri István (Király)

## Epizódok
| #  | Magyar cím                   | Eredeti cím                    |
| -- | ---------------------------- | ------------------------------ |
|    |                              |                                |
| 01 | A kis hableány               | The Little Mermaid             |
|    |                              |                                |
| 02 | A császár új ruhája          | The Emperor's New Clothes      |
|    |                              |                                |
| 03 | A fülemüle                   | The Nightingale                |
|    |                              |                                |
| 04 | A tűzszerszám                | The Tinderbox                  |
|    |                              |                                |
| 05 | A rút kiskacsa               | The Ugly Duckling              |
|    |                              |                                |
| 06 | A vadhattyúk                 | The Wild Swans                 |
|    |                              |                                |
| 07 | A rendíthetetlen ólom katona | The Hardy Tin Soldier          |
|    |                              |                                |
| 08 | Az útitárs                   | The Travelling Companion       |
|    |                              |                                |
| 09 | A kiskondás                  | The Swineherd                  |
|    |                              |                                |
| 10 | A repülő láda                | The Flying Trunk               |
|    |                              |                                |
| 11 | A ganajtúró bogár            | The Beetle                     |
|    |                              |                                |
| 12 | Jól van, apjuk!              | What the Old Man Does is Right |
|    |                              |                                |
| 13 | A szerencsetündér sárcipője  | The Galoshes of Fortune        |
|    |                              |                                |
| 14 | Az aranykincs                | The Golden Treasure            |
|    |                              |                                |
| 15 | A professzor és a bolha      | The Professor and the Flea     |
|    |                              |                                |
| 16 | A fenyőfa                    | The Fir Tree                   |
|    |                              |                                |
| 17 | A hókirálynő, 1. rész        | The Snow Queen, Part 1         |
|    |                              |                                |
| 18 | A hókirálynő, 2. rész        | The Snow Queen, Part 2         |
|    |                              |                                |
| 19 | A hóember                    | The Snowman                    |
|    |                              |                                |
| 20 | A pezsgősüveg                | The Bottleneck                 |
|    |                              |                                |
| 21 | Pöttöm Panna                 | Thumbelina                     |
|    |                              |                                |
| 22 | Az ugróverseny               | The Jumper                     |
|    |                              |                                |
| 23 | Bolondos Jack                | Jack The Fool                  |
|    |                              |                                |
| 24 | Ami igaz, az igaz            | It's Quite True                |
|    |                              |                                |
| 25 | Az álommanó                  | Ollie Shuteye                  |
|    |                              |                                |
| 26 | A szerelmesek                | The Lovers                     |
|    |                              |                                |
| 27 | A kis Ida virágai            | Little Ida's Flowers           |
|    |                              |                                |
| 28 | A borsószemhercegkisasszony  | The Princess and the Pea       |
|    |                              |                                |
| 29 | Az uraság és kertésze        | The Gardener and the Family    |
|    |                              |                                |
| 30 | A hurkapálcika leves         | Sausage Peg Soup               |
|    |                              |                                |
| 31 | Az öreg utcai lámpás         | The Old Street Lamp            |